# Liste der Bodendenkmäler in Kist
Auf dieser Seite sind die Bodendenkmäler in der unterfränkischen Gemeinde Kist zusammengestellt. Diese Tabelle ist eine Teilliste der Liste der Bodendenkmäler in Bayern. Grundlage ist die Bayerische Denkmalliste, die auf Basis des Bayerischen Denkmalschutzgesetzes vom 1. Oktober 1973 erstmals erstellt wurde und seither durch das Bayerische Landesamt für Denkmalpflege geführt wird. Die folgenden Angaben ersetzen nicht die rechtsverbindliche Auskunft der Denkmalschutzbehörde.

## Bodendenkmäler in Kist
| Lage                              | Objekt | Akten-Nr.     | Bild           |
| --------------------------------- | --- | ------------- | -------------- |
| (Standort)                        | Körpergräber vor- und frühgeschichtlicher Zeitstellung. | D-6-6225-0132 |                |
| (Standort)                        | Grabhügel der Hallstattzeit. | D-6-6225-0185 |                |
| (Standort)                        | Siedlung der Linearbandkeramik. | D-6-6225-0195 |                |
| Obere Dorfstraße 11/15 (Standort) | Archäologische Befunde im Bereich der mittelalterlichen und frühneuzeitlichen Vorgängerbauten der bestehenden spätneuzeitlichen katholischen Pfarrkirche St. Bartholomäus von Kist. | D-6-6225-0315 | weitere Bilder |